# Herwijnen
Herwijnen (51° 50′ N, 5° 08′ L) é uma cidade dos Países Baixos, na província de Guéldria. 
Pertence ao município de Lingewaal, e está situada a 11 km, a leste de Gorinchem.
Em 2001, a cidade de Herwijnen tinha 1494 habitantes. A área urbana da cidade é de 0.34 km², e tem 550 residências. 
A área de Herwijnen, que também inclui as partes periféricas da cidade, bem como a zona rural circundante, tem uma população estimada em 2470 habitantes.